# Pogoń Lwów
Pogoń Lwów je poljski nogometni klub iz Lwowa. Ekipa igra v beli-rdeč-modra opremi.

## Dosežki
- Državni prvak: (4)

1922, 1923, 1925, 1926